# Tollaslabda a 2020. évi nyári olimpiai játékokon
A 2020. évi nyári olimpiai játékokon a tollaslabda mérkőzéseit július 24. és augusztus 2. között rendezték meg. Összesen 5 versenyszámban avattak olimpiai bajnokot.

## Éremtáblázat
(A táblázatokban a rendező nemzet sportolói eltérő háttérszínnel, az egyes számoszlopok legmagasabb értéke vagy értékei vastagítással kiemelve.)
| A 2020. évi nyári olimpiai játékok éremtáblázata tollaslabdában | A 2020. évi nyári olimpiai játékok éremtáblázata tollaslabdában | A 2020. évi nyári olimpiai játékok éremtáblázata tollaslabdában | A 2020. évi nyári olimpiai játékok éremtáblázata tollaslabdában | A 2020. évi nyári olimpiai játékok éremtáblázata tollaslabdában | Olimpia  |
| --------------------------------------------------------------- | --------------------------------------------------------------- | --------------------------------------------------------------- | --------------------------------------------------------------- | --------------------------------------------------------------- | -------- |
|                                                                 | Ország                                                          | Arany                                                           | Ezüst                                                           | Bronz                                                           | Összesen |
| 1.                                                              | Kína (CHN)                                                      | 2                                                               | 4                                                               | 0                                                               | 6        |
| 2.                                                              | Tajvan (TPE)                                                    | 1                                                               | 1                                                               | 0                                                               | 2        |
| 3.                                                              | Indonézia (INA)                                                 | 1                                                               | 0                                                               | 1                                                               | 2        |
| 4.                                                              | Dánia (DEN)                                                     | 1                                                               | 0                                                               | 0                                                               | 1        |
|                                                                 |                                                                 |                                                                 |                                                                 |                                                                 |          |
| 5.                                                              | Dél-Korea (KOR)                                                 | 0                                                               | 0                                                               | 1                                                               | 1        |
| 5.                                                              | India (IND)                                                     | 0                                                               | 0                                                               | 1                                                               | 1        |
| 5.                                                              | Japán (JPN)                                                     | 0                                                               | 0                                                               | 1                                                               | 1        |
| 5.                                                              | Malajzia (MAS)                                                  | 0                                                               | 0                                                               | 1                                                               | 1        |
|                                                                 |                                                                 |                                                                 |                                                                 |                                                                 |          |
| Összesen                                                        | Összesen                                                        | 5                                                               | 5                                                               | 5                                                               | 15       |

## Érmesek
| A 2020. évi nyári olimpiai játékok érmesei tollaslabdában |                                                                         |                                                                            |                                                                            |
| Versenyszám                                               | Arany                                                                   | Ezüst                                                                      | Bronz                                                                      |
| Férfi egyes                                               | Viktor Axelsen · Dánia (DEN)                                            | Csen Lung (Chen Long) · Kína (CHN)                                         | Anthony Sinisuka Ginting · Indonézia (INA)                                 |
| Női egyes                                                 | Csen Jün-fej (Chen Yufei) · Kína (CHN)                                  | Taj Ce-jing (Tai Tzu-ying) · Tajvan (TPE)                                  | Pusarla Sindhu · India (IND)                                               |
| Férfi páros                                               | Tajvan (TPE) · Li Jang (Lee Yang) · Vang Csi-lin (Wang Chi-lin)         | Kína (CHN) · Li Csün-huj (Li Junhui) · Liu Jü-csen (Liu Yuchen)            | Malajzia (MAS) · Aaron Chia · Soh Wooi Yik                                 |
| Női páros                                                 | Indonézia (INA) · Greysia Polii · Apriyani Rahayu                       | Kína (CHN) · Csen Csing-csen (Chen Qingchen) · Csia Ji-fan (Jia Yifan)     | Dél-Korea (KOR) · Kim Szojong (Kim So-yeong) · Kong Hijong (Kong Hee-yong) |
| Vegyes páros                                              | Kína (CHN) · Vang Ji-lü (Wang Yilyu) · Huang Tung-ping (Huang Dongping) | Kína (CHN) · Cseng Sze-vej (Zheng Siwei) · Huang Ja-csiung (Huang Yaqiong) | Japán (JPN) · Vatanabe Júta · Higasino Arisza                              |